# 西尔卡
西尔卡（Sirka），是印度贾坎德邦Hazaribag县的一个城镇。总人口20170（2001年）。

## 人口
该地2001年总人口20170人，其中男性10754人，女性9416人；0—6岁人口2887人，其中男1499人，女1388人；识字率56.72%，其中男性为66.03%，女性为46.09%。